# سارة هوغلاند
سارة هوغلاند (بالإنجليزية: Sarah Hoagland)‏ هي كاتِبة وفيلسوفة أمريكية، ولدت في 1945.